# T.J. Lux
Anthony John Lux, detto T.J. (St. Charles, 29 aprile 1977), è un ex cestista e allenatore di pallacanestro statunitense.

## Palmarès
- Coppa di Francia: 1

Digione: 2006
- Match des Champions: 1

Digione: 2006